# Kujō Michiie
Kujō Michiie (japonès: 九条道家)  (28 de juliol de 1193 - 1 d'abril de 1252) fou un noble de la cort a principis del període Kamakura. El segon fill del primer ministre Kujo Yoshitsune. Els seus rangs oficials eren Primer Rang Júnior, Príncep Tercer Júnior, Regent, Canceller i Ministre de l'Esquerra. El tercer cap de la família Kujo. Es diu Komyominejiden i Mineden. És conegut comunament com a Komyobu-ji Kanpaku. Va construir el temple de Tofukuji al carrer Kujo de Kyoto. Pare de Fujiwara no Yoritsune, el quart shogun del shogunat de Kamakura.

## Biografia
Ascens a la prominència a la Cort Imperial
Des de ben petit, va ser afavorit pel seu avi, Kanezane Kujo, i va ser acollit i criat per ell. El 13 de febrer de 1203 va arribar a la majoria d'edat i va ser nomenat al rang de Cinquè Rang Júnior. Va continuar ascendint de rang a partir de llavors, convertint-se en camarlenc, Capità Mig Esquerre de la Guàrdia Imperial, Tercer Rang Júnior i Gon Chunagon. A la primavera de 1206, el seu pare, Yoshitsune, va morir sobtadament, i Michika el va succeir.
El març de 1209, va donar la seva germana gran, Tatsuko, com a esposa del germà petit del príncep hereu, el príncep imperial Morinari (més tard emperador Juntoku). Com a resultat, va continuar ascendint de rang fins a convertir-se en el Cap Esquerre de la Guàrdia Imperial, Gon Dainagon, Ministre de l'Interior i Ministre de la Dreta. A més, quan el príncep Kanenari (més tard emperador Chukyo) va néixer de l'emperador Juntoku i la seva germana gran Tatsushi, es va convertir en l'assistent del príncep hereu. El desembre de 1218, després de la mort del seu oncle, Kujo Ryosuke, va ser ascendit al càrrec de Ministre de l'Esquerra. Això va ser degut en gran part al suport del shogunat de Kamakura, ja que estava emparentat amb la família imperial per matrimoni i el seu sogre, Saionji Kintsune, tenia estrets vincles amb el shogunat.

## Associació amb el shogunat de Kamakura
El gener de 1219, quan el tercer shogun, Minamoto no Sanetomo, va ser assassinat pel seu nebot Kugyo, la mare de Michiie era la neboda de Yoritomo, de manera que el regent Hojo Yoshitoki va demanar que el seu tercer fill, Mitsutora, que més tard esdevingués Fujiwara no Yoritsune, es convertís en el quart Michiie shogun, Yo Kamakura, el juny del mateix any. L'abril de 1221, l'emperador Juntoku va abdicar al tron en favor del príncep imperial Kainari i es va convertir en l'emperador retirat, i el príncep imperial Kainari (de dos anys) va ascendir al tron com a emperador Chukyo, i Michiie, essent el seu oncle, es va convertir en regent. Tanmateix, amb la mort de Sanetomo, l'equilibri de poder entre la Cort Imperial i el Shogunat es va trencar, i l'emperador Go-Toba va iniciar la Guerra Jōkyū. Tanmateix, això va acabar amb la victòria del shogunat, i mentre els líders de la cort imperial eren executats un darrere l'altre, l'emperador Chukyo va ser destronat al juliol. Tot i que Michiie no va participar en el complot per enderrocar el shogunat liderat per l'emperador Gotoba i l'emperador Juntoku, va ser destituït del seu càrrec de regent.
Després de ser destronat, l'emperador Chukyo va ser posat a càrrec de la família Doka i va romandre sota confinament i arrest domiciliari fins a la seva mort el 20 de maig de 1234 (18 de juny de 1234) a disset anys. Va ser una època de turbulències, i el seu regnat va ser molt curt (el més curt de la història), i va morir en reclusió sense arribar a ser mai emperador. Com a resultat, no es va celebrar ni la cerimònia d'entronització ni la cerimònia Daijosai, i no se li va donar un nom pòstum ni un títol pòstum. El fet de la seva ascensió al tron va romandre incert, i durant molt de temps se'l va anomenar Kujo Dethor, Jokyu Dethor, el Mig-Emperador, el Dethor Posterior, etc.
El 1225, Hojo Masako, la poderosa figura darrere del shogunat, va morir, i el gener de l'any següent, Yoritsune, que havia viatjat a Kamakura, va ser nomenat oficialment Seii Taishogun. Després de la Guerra Jōkyū, el sogre de Michiie, Saionji Kintsune, que tenia estrets vincles amb el shogunat, va regnar com l'home més poderós de la Cort Imperial Amb la mort de Masako, el nomenament de Yoritsune com a shogun i el suport de la tia de Kintsune, Kitashirakawa-in, Michiie va ser nomenada regent el desembre de 1228, succeint a Konoe Iezane. El novembre de l'any següent, va fer que la seva filla gran, Ikko (més tard coneguda com a Moheimon'in), entrés a la Cort Imperial com a consort de l'emperador Go-Horikawa.

## En el seu millor moment com a Taiko
El juliol de 1231, va lliurar el càrrec de regent al seu fill gran, Norizane, però va continuar regnant com l'home més poderós de la Cort Imperial i va ascendir al rang de Juichii. A més, l'emperadriu vídua Ieko va donar a llum al príncep Hidehito (més tard emperador Shijo), i quan el príncep Hidehito va ascendir al tron després de l'abdicació de l'emperador Go-Horikawa a l'octubre de 1232, Michiie, com a avi matern, va obtenir el control complet del poder real, i el seu fill gran, Norimichi, va esdevenir regent. No obstant això, Kyozane va morir prematurament el març de 1235, i Doka va tornar a ser regent. A causa d'això, la família Kujo va regnar com la família més poderosa de la Cort Imperial, però la família Konoe s'hi va oposar fermament, així que el 1237, Michiie va casar la seva filla, Yoshiko, amb Konoe Kanetsune.
El quart any de l'era Jiazhen (1238) va marcar l'apogeu del taoisme. El 9 de febrer, Ichijo Sanetomo, que ja s'havia convertit en Gon Dainagon als 16 anys, va ser nomenat Sakonoe no Taisho, un requisit previ per al futur nomenament de regent; el 17 de febrer, Yoritsune, que era a Kamakura, va arribar a Kyoto, marcant la primera de pare i fill en uns vint anys; el 16 de febrer de traspàs, Jigen va ser nomenat sacerdot principal de Tendai amb només 20 anys; el 10 d'abril, el seu cinquè fill, Fukuo (més tard conegut com a Hosuke), que tenia 12 anys, va entrar al temple Ninna-ji i es va convertir en deixeble del príncep Dofukan; i l'endemà, 11, es va celebrar la cerimònia de majoria d'edat per al net gran (el fill legítim del fill gran, Norizane), Kujo Tadaie, d'11 anys. Després de completar aquesta sèrie de cerimònies, Doka es va convertir en monjo el 25 d'abril, amb el seu oncle, el gran sacerdot Ryokai, com a mestre de preceptes, i va prendre el nom budista Gyoke. A partir de llavors, va exercir un gran poder com a monjo zen.
En el moment de la cerimònia de pas a l'edat adulta de l'emperador Shijo, que va tenir lloc el gener de 1241, un missatger que hauria d'haver estat enviat a l'emperador retirat va ser enviat a Michiie ("Sogakyo-ki"; en aquell moment, no hi havia cap emperador retirat per assumir el paper de regent), i al final del mateix any, va fer que la seva neta (la filla del seu fill gran, Norizane) Senninmon-in entrés a la Cort Imperial com a consort de l'emperador Shijo.

## Decadència del poder
L'abril de 1235, seguint un suggeriment de Sugawara no Tamenaga, Michiie va enviar Nijō Sadataka i Nakahara Michikazu a Kamakura per proposar al shogunat de Kamakura que l'emperador Go-Toba (que s'havia convertit en monjo en aquell moment) i l'emperador retirat Juntoku tornessin a Kyoto, però la proposta va ser rebutjada pel shogunat. Això presumiblement és degut al fet que l'emperador Shijo només tenia cinc anys, mentre que tant el regent, l'emperador Gohorikawa, com la seva mare, Moheimon'in, ja havien mort, i es necessitava un nou regent. Tanmateix, es creu que aquest incident va augmentar la desconfiança del shogunat envers el taoisme.
Tanmateix, l'emperador Shijo morir a la jove edat de dotze anys el 1242. Michiie va recomanar el príncep Iwakura Tadanari, que era parent i fill de l'emperador Juntoku, com a proper emperador, però això no va arribar a bon port perquè Hojo Yasutoki s'oposava fermament a donar suport a un emperador d'entre els descendents de l'emperador Juntoku, que havia participat activament en la Guerra Jokyu. A més, com que el germà gran de l'emperador Juntoku, l'emperador Tsuchimikado, no va participar en la Guerra Jokyu, el seu fill, el príncep Kunihito (emperador Gosaga), va succeir l'emperador Shijo al tron (el cop d'estat del tercer any de Ninji).
Més tard, el seu segon fill, Nijo Yoshizane, va esdevenir regent amb el suport del seu avi, Kintsune, però com es pot veure pel fet que va esdevenir regent amb el suport del seu avi, mentre que Kintsune i Tsuchimikado Sadamichi (el besoncle de l'emperador) tenien el poder polític real sota l'emperador Gosaga, el poder de Michiie estava disminuint, ja que havia perdut la seva connexió amb la família imperial. Kintsune també va nomenar unilateralment la seva pròpia neta, Saionji Josi, com a emperadriu vídua de l'emperador Gosaga, i va fer de la seva tia materna, Shijo Sashiko, l'esposa de Yoshizane, començant així a distanciar-se de Michiie.
Tanmateix, quan Kintsune va morir l'agost de 1244, Michiie va succeir arbitràriament al càrrec de Kanto Magotsuji, al·legant que era la voluntat de Kintsune (tanmateix, també hi ha una teoria que, fins i tot abans de la mort de Kintsune, havia estat exercint el càrrec de Kanto Magotsuji juntament amb Kintsune com el "pare veritable del Shogun"), i a més, el gener de 1246, va destituir el seu segon fill, Yoshizane (Michiie i Yoshizane no es portaven bé, i Yoshizane havia estat repudiat pel seu pare), i va donar suport al seu quart fill favorit, Ichijo Sanetsune, com a Kanpaku (després que l'emperador Gofukakusa ascendís al tron, es va convertir en regent). A més, va nomenar unilateralment tres magistrats de Kanto, amb Sanetsune i Konoe Kanetsune com a candidats seus, recuperant així el seu poder dins de la Cort Imperial. Tanmateix, a mesura que va començar a actuar arbitràriament i sense sentit, va anar perdent gradualment la confiança de la Cort Imperial. També va començar a interferir en les polítiques del shogunat, al·legant que era el pare biològic del shogun, i a mesura que va obtenir el suport del clan Hojo i els seus seguidors que s'oposaven a la família Hojo Tokuso, el shogunat el va veure com una amenaça.

## Caiguda, final
Es va descobrir que Yoritsune, que havia estat el tutor del seu fill, Shogun Fujiwara no Yoritsune, com a cap de família fins i tot després de deixar el càrrec de Shogun, estava involucrat en una conspiració de Nagosh Mitsutoki i altres que va tenir lloc sota el regent Hojo Tokimune d'abril a juny del quart any de l'era Kangen (1246), i va ser desterrat a Kyoto al juliol (els disturbis del Palau Imperial). A més d'estar implicat en això, Michiie va ser acusat de conspirar per enderrocar l'emperador Gosaga i l'emperador Gofukakusa i col·locar el príncep Masanari al tron quan el shogunat va permetre que l'amic íntim de Michiie, el príncep Masanari (fill de l'emperador Gotoba, que havia estat exiliat a la província de Tajima després de la Guerra de Jokyu), tornés temporalment a Kyoto. Com a resultat, Michiie va ser destituït del seu càrrec com a Kanto no Motonari a l'octubre (i substituït pel fill de Kintsune, Saionji Saneuji), i Sanetsune també va ser destituït del seu càrrec de regent el gener de l'any següent, 1247. Això va fer que l'escola taoista perdés tot el seu prestigi polític. A més, es diu que quan Mitsumura Miura, que també estava involucrat en la conspiració de Nagoe, va ser assassinat per les forces del regent Hojo juntament amb el seu germà Yasumura a la batalla de Hoji el juny de 1247, es diu que es va penedir, dient: 
| « | "Quan Yoritsune Kujo era shogun, el seu pare Michiie Kujo havia promès en privat derrotar el clan Hojo i fer del meu germà Yasumura el regent, però Yasumura va retardar els seus plans (en el moment de la conspiració de Nagoe), cosa que va resultar en aquesta derrota, i no només em vaig haver de separar de la meva estimada filla, sinó que la meva família també va ser destruïda, i ho lamento molt". | » |

Això suggereix que el mateix Michiie podria haver estat activament involucrat en la sèrie de conspiracions contra la família Tokuso.
A més, al final del tercer any de l'era Kencho (1251), es va descobrir un complot per enderrocar el shogunat per part de les restes de la Guerra Hoji, inclosa Ryoko, i se sospitava que Michiie i Yoritsune hi estaven involucrats. L'any següent, 1252, el seu net Yoritsugu va ser destituït del seu càrrec de shogun i exiliat a Kyoto, on Michiie va morir el 21 de febrer. Va morir als 60 anys. No només va fracassar el seu pla, sinó que va ser descobert pel shogunat de Kamakura i Tokiyori el va perseguir, deixant-lo completament esgotat en els seus últims anys.
Es diu que la causa de la seva mort va ser una malaltia, però també hi ha la teoria que es va desmaiar immediatament en sentir la notícia de la caiguda de Yoritsugu, i que va ser assassinat pel shogunat, que es ressentia de l'existència de Doka, que tenia influència oculta.

## Carrera oficial
Data, calendari lunar
- El 13 de febrer de 1203 (el tercer any de Kennin), va arribar a la majoria d'edat i se li va conferir el rang de Cinquè Rang Júnior. Els colors prohibits estan permesos. El 2 de març va ser nomenat camarlenc. El 8 de juliol va ser traslladat al càrrec de tinent general de la Guàrdia Esquerra. El 20 de desembre, va ser ascendit a Quart Rang Júnior, Grau Inferior, i se li va atorgar el títol de Capità Mig Esquerre de la Guàrdia Imperial, Nyogen.
- El 13 de gener de 1204 (Kennin 4), també va assumir el paper de Harima no Suke. El 13 d'abril de 1230, després que s'adoptés el nou nom d'era, va ser ascendit a Quart Rang Superior Júnior i se li va atorgar el títol de Capità Mig Esquerre de la Guàrdia i Harima no Suke Nyogen.
- El 9 de gener de 1205 (Genkyu 2), va ser ascendit a tercer rang júnior i se li va atorgar el títol de capità mitjà esquerre de la guàrdia, Nyogen. El 9 de març va ser transferit al càrrec de Chunagon provisional i se li va atorgar el títol de Sakon'e Chujo Nyogen. El 9 d'agost, va ser ascendit a Shosanmi (tercer rang superior) i se li va atorgar el títol de Gon Chunagon (conseller mitjà provisional) i Sakon'e Chujo (capità mitjà esquerre) Nyogen.
- El 6 de gener de 1206 (Genkyu 3), va ser ascendit a segon rang júnior i se li va atorgar el títol de Gon Chunagon i Sakon'e Chujo Nyogen. El 30 de maig va ser nomenat cap del clan Tachibana (un exemple d'un clan Fujiwara que ocupava múltiples càrrecs). El 16 de juny, també va assumir el càrrec de comandant en cap esquerre de la Guàrdia Imperial. Va deixar el seu càrrec de tinent general de la Guàrdia Esquerra.
- El 5 de gener de 1207 (Ken'ei 2), va ser ascendit a Shonii (segon rang superior) i nomenat Gon Chunagon (conseller mitjà provisional), Sakon'e Taisho (capità esquerre de la guàrdia) i sacerdot en cap del clan Tachibana. El 10 de febrer va ser transferit al càrrec de Chunagon. També fa d'inspector de l'Oficina del Cavall Esquerre? General de la Guàrdia Sakon, cap del clan Tachibana Nyomoto.
- El 9 de juliol de 1208 (Shogen 2), va ser transferit al càrrec de ministre en cap provisional i nomenat Inspector en Cap Esquerre de la Guàrdia Imperial, Inspector de l'Oficina de Cavalls Esquerres i Cap del Clan Tachibana, Nyogen.
- El 29 de juny de 1212 (el segon any de Kenryaku), va ser transferit al càrrec de Ministre de l'Interior, amb els títols de Capità Esquerre de la Guàrdia Imperial, Inspector de l'Oficina de Cavalls Esquerres i Cap del Clan Tachibana, Nyogen.
- El 10 de desembre de 1215 (el tercer any del Kenpo), va ser transferit al càrrec de Ministre de la Dreta, amb els títols de Cap Esquerre de la Guàrdia Imperial, Inspector de l'Oficina de Cavalls Esquerres i Cap del Clan Tachibana, Nyogen.
- El 26 de febrer de 1218 (el sisè any de l'era Kenpo), va dimitir dels seus càrrecs com a capità esquerre de la Guàrdia Imperial i inspector de l'Oficina Esquerre del Cavall. * El 26 de novembre, també va assumir el càrrec de tutor del príncep hereu (més tard l'emperador Chukyo, també conegut com a príncep Kanenari). El 2 de desembre va ser transferit al càrrec de Ministre de l'Esquerra i nomenat tutor de Togu i cap del clan Tachibana, Nyogen.
- El 20 d'abril de 1221 (Jokyu 3), va ser proclamat regent. És proclamat cap del clan Fujiwara. S'hauria d'abolir el cap del clan Tachibana? El 8 de juliol, el regent i cap del clan Fujiwara va ser abolit.
- El 1222 (Jokyu 4), va ser proclamat cap del clan Tachibana.
- El 24 de desembre de 1228 (segon any d'Ansei), va ser nomenat regent. El 27 de desembre va ser proclamat cap del clan Fujiwara. Hauriem d'impedir que el clan Tachibana esdevingui un home ric?
- El 5 de juliol de 1231 (el tercer any de l'era Kanki), va ser ascendit al primer rang i va dimitir dels seus càrrecs com a regent i cap del clan Fujiwara.
- El 28 de març de 1235 (el segon any de Bunryaku), va ser proclamat regent. És proclamat cap del clan Fujiwara.
- El 10 de març de 1237 (el tercer any de l'era Kasei), va dimitir com a regent i cap del clan Fujiwara.
- El 24 d'abril de 1238 (el quart any de l'era Kasei), va rebutjar fermament l'oferta de convertir-se en el Tercer Príncep Júnior. Es va fer monjo el 25 d'abril.
- Va morir el 21 de febrer de 1252 (Kencho 4). Va morir als 60 anys

## Genealogia
- Pare: Yoshitsune Kujo
- Mare: Filla d'Ichijo Noho - Neboda de Minamoto Yoritomo
- Suite principal: Saionji Kyoko - Filla de Saionji Kōkei
  - Homes: Kujo Norimi (1211-1235)
  - Homes: Nijo Yoshimi (1216-1271) - Avantpassat de la família Nijo
  - Homes: Fujiwara Yoritsune (1218-1256) - 4t shogun del shogunat de Kamakura
  - Homes: Ichijo Mitsutsune (1223-1284) - Avantpassat de la família Ichijo
  - Home: Enmi (?-1272) - Mestre del monestir Mahayana, deixeble de Shinen, deixeble de Jizon
  - Homes: Ciyuan (?-1255) - 77è i 79è Senyors del Tron Celestial
  - Homes: Hosuke (1227-1284)
  - Dona: Kujo Tsunako (1209-1233) - Cort Mitjana de l'Emperador Go-Horikawa, mare de l'Emperador Shijo
  - Dones: Hitoko Kujo - Konoe Kane Kyoshomuro, Konoe Motoheima, Subordinat 1r lloc
  - Dones: Kujo Yoshiko --Shijo Emperador Samurai, segon rang.[i]
- Esposa: Filla de Minamoto Ariga
  - Homes: Fukatada (1233-1268) - Lloc de la 14a Porta del Temple de Seigoin
- Esposa: Filla de Minamoto Shigefusa
  - Homes: Jimi (1238?-1300?) - 11è Director de Seiren-in
- Fills de mare biològica desconeguda
  - Homes: Yukiaki (1231?-1303)
  - Homes: Michi
  - Homes: Katsunobu (1236?-1287)
  - Masculí: Doyi